# 너지버욤

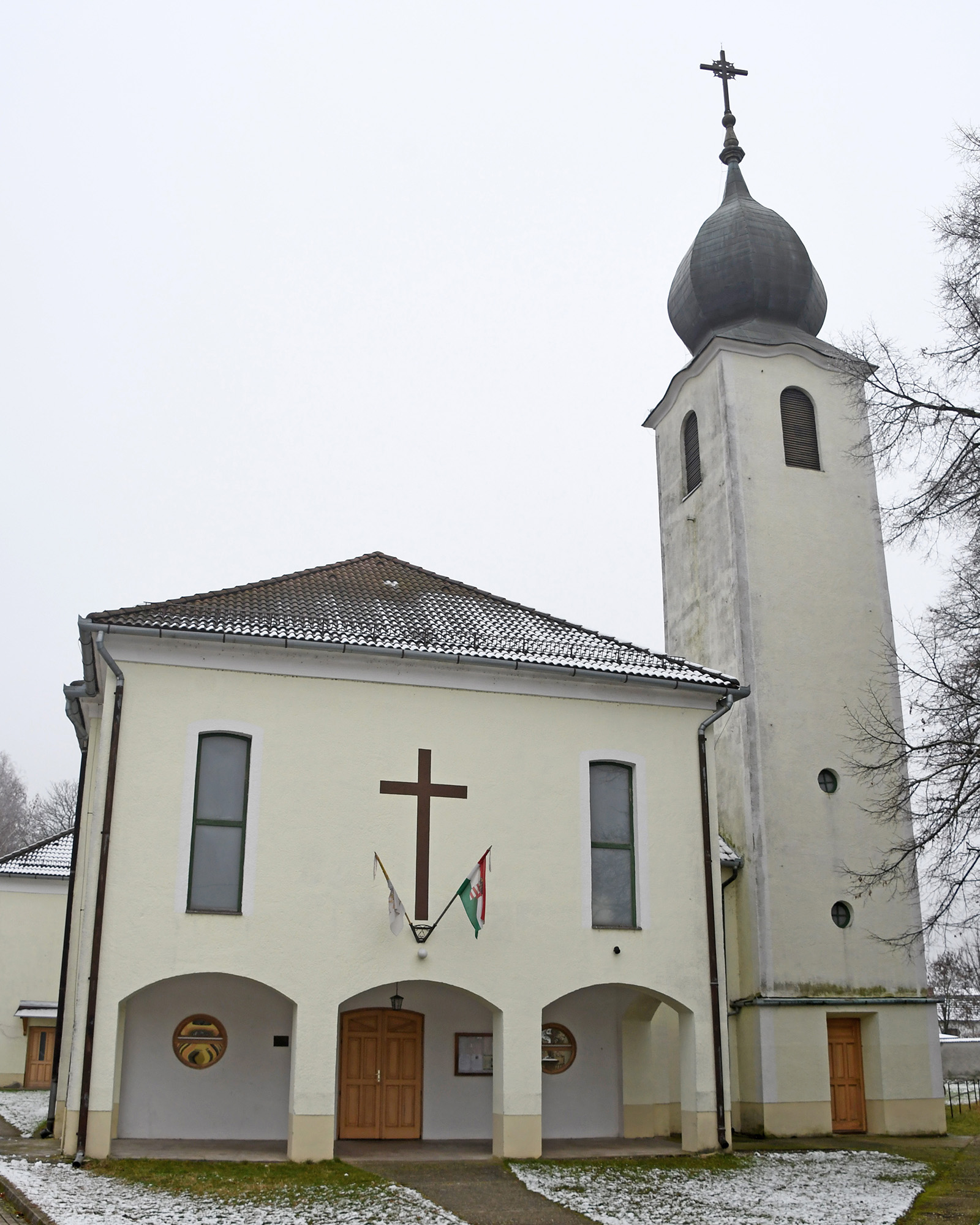

너지버욤(헝가리어: Nagybajom)은 헝가리 쇼모지주의 도시로 면적은 108.77km2, 인구는 3,613명(2004년 기준), 인구 밀도는 33.21명/km2이다. 도시 이름은 헝가리어로 "나의 큰 문제"(Nagy+baj+om)를 뜻한다.